# CYP2D6
시토크롬 P450 2D6(CYP2D6)은 인간에서 CYP2D6 유전자에 의해 암호화되는 효소이다. CYP2D6은 주로 간에서 발현되는 것으로 알려져 있다. 이것은 또한 흑질(Substantia nigra)를 포함하여 중추 신경계의 영역에서 고도로 표현된다.

## 흑질
뇌의 중추신경계 단면 영역 (대뇌기저핵 포함)
|                                           |
| Substantia nigra(흑질), red nucleus(적핵) |

## 같이 보기
- CYP3A4